# Wenzel Lüdecke
Wenzel Ernst Fritz Lüdecke (* 26. März 1917 in München; † 5. September 1989 in Berlin) war ein deutscher Filmproduzent.

## Kurzbiographie
Wenzel Lüdecke kam als Sohn eines Rittmeisters a. D. und Malers in München zur Welt. Im Alter von 15 Jahren brach er 1932 mit dem Einverständnis des Vaters seine Schullaufbahn ab und begann beim Theater als Laufbursche zu arbeiten. Im Alter von 20 Jahren erhielt er einen Vertrag bei der UFA und schrieb sein erstes Drehbuch für den Kriminalfilm Großalarm (1938). Im Zweiten Weltkrieg war er als Soldat der Wehrmacht in Prag, Polen, Russland und schließlich im Afrika-Korps unter Erwin Rommel stationiert. In Tunis geriet Lüdecke in amerikanische Kriegsgefangenschaft. Nach Kriegsende und seiner Rückkehr nach Deutschland verdiente er sich als Schnapsschmuggler seinen Lebensunterhalt.
Schließlich machte sich Lüdecke mit seiner eigenen Filmgesellschaft, der Inter West Film, selbständig. Zu deren Stars gehörte Horst Buchholz, mit dem Lüdecke zeitweise auch zusammenlebte, und der die Hauptrollen in den Erfolgsfilmen Die Halbstarken (1956), Endstation Liebe und Nasser Asphalt (beide 1958) spielte.
1949 gründete er in Berlin-Lankwitz die Berliner Synchron, die bis in die Gegenwart zu den bedeutendsten Synchronstudios Deutschlands zählt. Zahllose ausländische Filme und Fernsehserien wurden seither mit den namhaftesten Sprechern und Schauspielern der deutschen Synchronszene ins Deutsche vertont. Lüdecke leitete sein Unternehmen bis 1987, bevor sein Sohn Wolfram die Geschäfte übernahm. Zwei Jahre später starb Wenzel Lüdecke im 73. Lebensjahr. Er wurde am 15. September 1989 im Krematorium Berlin-Wilmersdorf eingeäschert. Die Urne wurde nach Westerland auf Sylt überführt, wo eine Seebestattung stattfand.

## Filmografie (Auswahl)
- 1954: Flash Gordon
- 1963: Die endlose Nacht
- 1965: Hurra, die Rattles kommen (Regie: Alexander Welbat)
- 1966: Ganovenehre
- 1975: Der letzte Schrei